# Île Téré
L’île Téré est une îlot de Nouvelle-Calédonie appartenant administrativement à Nouméa.